# Karl Heun

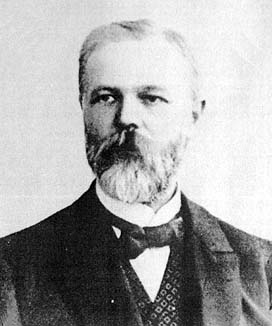
Karl Heun

Karl Wilhelm Ludwig Max Heun (Wiesbaden, 3 april 1859 - Karlsruhe, 10 januari 1929) was een Duits wiskundige. Hij is bekend voor zijn werk rond differentiaalvergelijkingen en theoretische mechanica. Zijn naam is verbonden aan de vergelijking van Heun en de daarmee samenhangende functie van Heun, en aan de methode van Heun voor de numerieke oplossing van differentiaalvergelijkingen.

## Biografie
Hij studeerde wiskunde en filosofie in Halle en Göttingen. Hij behaalde zijn doctoraat in 1881 in Göttingen bij Ernst Schering met de dissertatie Die Kugelfunktionen und Laméschen Funktionen als Determinanten. In 1886 behaalde hij de habilitatie in München met de thesis Über lineare Differentialgleichungen zweiter Ordnung, deren Lösungen durch den Kettenbruchalgorithmus verknüpft sind. Hij werkte daarna als privéleraar in München, maar zijn inkomen was te klein om zijn familie te onderhouden. Hij verhuisde naar Berlijn waar hij lesgaf aan de Realschule. Daar schreef hij het rapport Über die kinetischen Probleme der wissenschaftlichen Technik (1900), dat een aanzet was voor de ontwikkeling van de analytische mechanica in de daaropvolgende jaren. Op voorspraak van Felix Klein kreeg hij een professoraat voor theoretische mechanica aan de technische hogeschool van Karlsruhe in 1902, waar hij tot aan zijn pensioen in 1922 werkte. Hij kreeg in 1921 een beroerte waarvan hij niet meer herstelde.
Heun publiceerde in 1906 deel 1, Kinematik van een Lehrbuch der Mechanik. Andere delen kon hij niet meer voltooien. 
Een van zijn assistenten in Karlsruhe was Georg Hamel die er in 1903 de habilitatie verkreeg.